# Upper Staploe
Upper Staploe – osada w Anglii, w hrabstwie ceremonialnym Bedfordshire, w dystrykcie (unitary authority) Bedford. Leży 14 km na północny wschód od centrum miasta Bedford i 81 km na północ od centrum Londynu.